# Масуле
Масуле (перс. ماسوله) селище і столиця бахша Сардар е джанґаль (шахрестан Фуман, південний захід провінції Гілян, Іран).  Станом на 2006 рік населення селища становило 554 особи, поділені на 180 родин. Під номером 1090 належить до списку Національних пам'яток Ірану.
Серед історичних назв поселення Масалар і Хортаб. 
Масуле розташоване приблизно за 60 км на південний схід від Решта і за 32 км на захід від Фумана. Лежить на висоті 1,050 метрів над рівнем моря в горах Ельбурс. Різниця у висоті між будинками самого селища становить більш ніж 100 метрів.
Перше селище під назвою Масуле було засноване близько 1006 року і за 6 км на північний захід від теперішнього поселення і має назву Старе Масуле. (Кохне Масуле). Десь у 14 ст. люди переселились на нове місце через епідемії й атаки сусідніх общин. 
За минулі 80 років більшість жителів покинули селище і вирушили до різних куточків Ірану. Серед причин цього: будівництво нової дороги між Гіляном і Азербайджаном замість старої, на якій і лежало це поселення, масовий голод 1941 року, заборона будувати нові будинки заради збереження історичного вигляду. 
Через поселення протікає річка Масуле Рудхане. Вона утворює водоспад, який розташований за 200 метрів від селища. Також навколо Масуле існує багато інших джерел.
Поселення оточене лісом, який простягається від долини уверх по горі.
Характерною рисою тамтешньої погоди є туман. 

## Архітектура
Селище має унікальну архітектуру. Будівлі врізаються в гору. Часто спосіб архітектури цього поселення називають реченням: "Дах будинку, що знизу, є подвір'ям будинку, що зверху". В Масуле заборонений в'їзд будь-якого моторного транспорту. Це єдиний населений пункт в Ірані з такою забороною. Але навіть якби транспорт не був заборонений, то особливості архітектури все-одно зробили б пересування неможливим.
Стіни осель покриті жовтою глиною, що покращує видимість в умовах густого туману.
Будівлі зазвичай двоповерхові й зроблені з саману. На першому розміщені клозет, стодола й хлів. На другому поверсі є невелика житлова кімната, велика спальня, зимова кімната, зала, туалет і балкон. Обидва поверхи з'єднані між собою декількома драбинами.
Селище поділене на чотири окремі общини: в південній частині "Маза Вар" (означає "позаду мечеті"), на схід "Хана Вар" (позаду домів), на північ "Каша Сар" (означає "те, що простягається зверху") і на захід "Асса Махала" ("община Ассада"). В центрі поселення розташований базар і головна мечеть, яка має назву "Онебенне Алі" (на честь Алі ібн Абу Таліба), побудована 969 року.
Схожу архітектуру можна побачити також у Центральному Ірані в селищі Аб'яне.

## Галерея

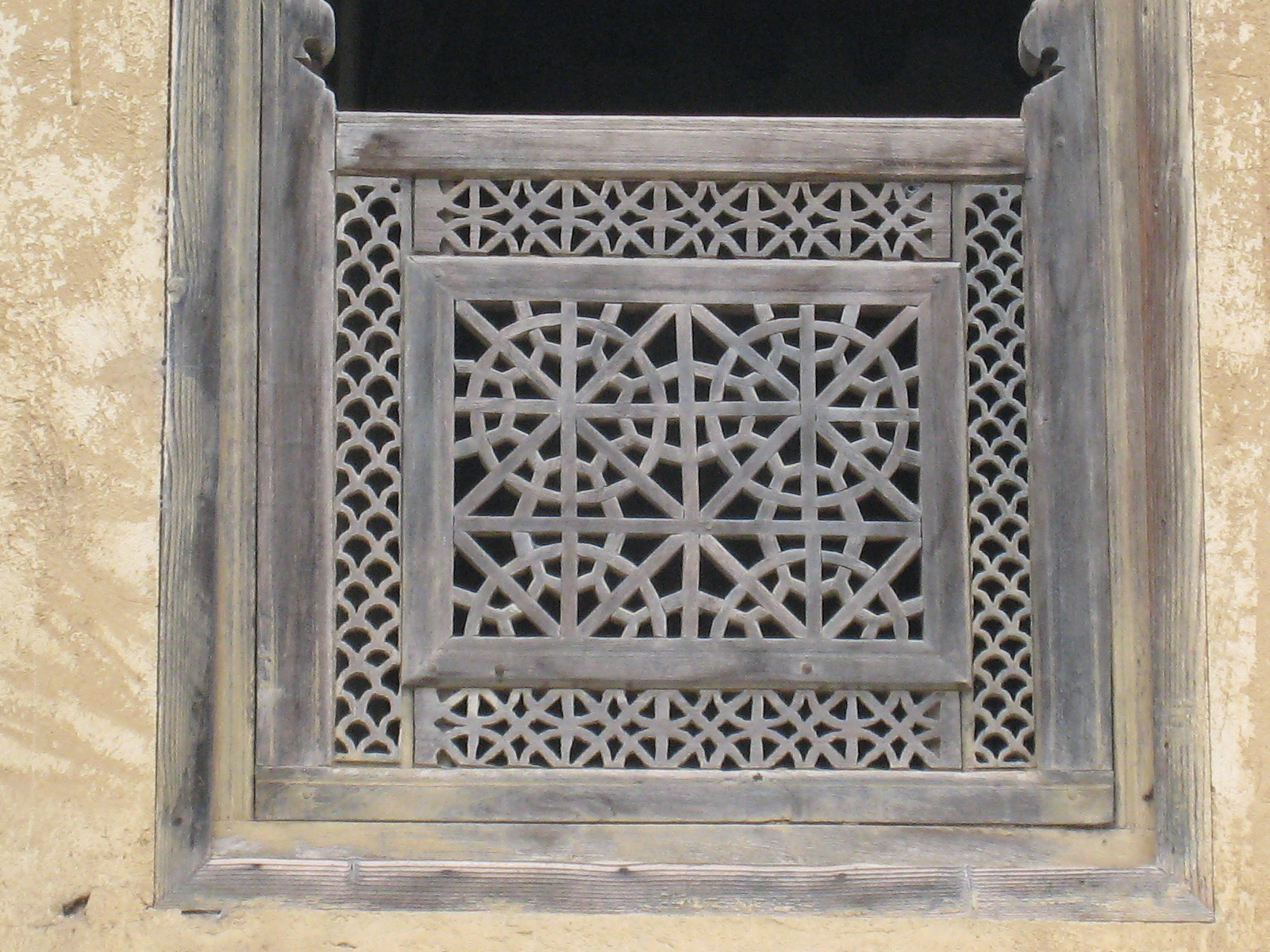
Вікно будинку
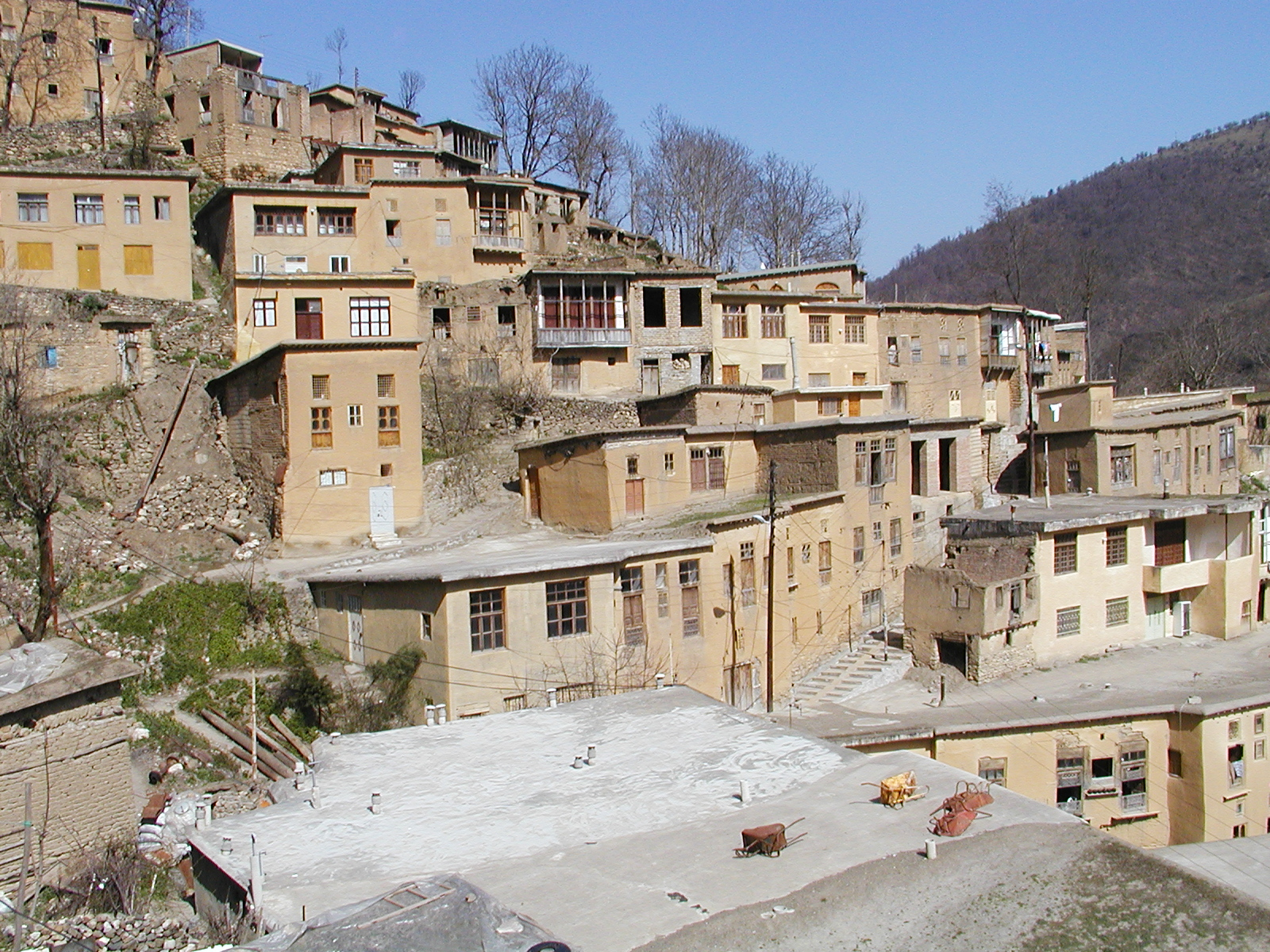
Подвір'я будинку, що зверху, є дахом будинку, що знизу
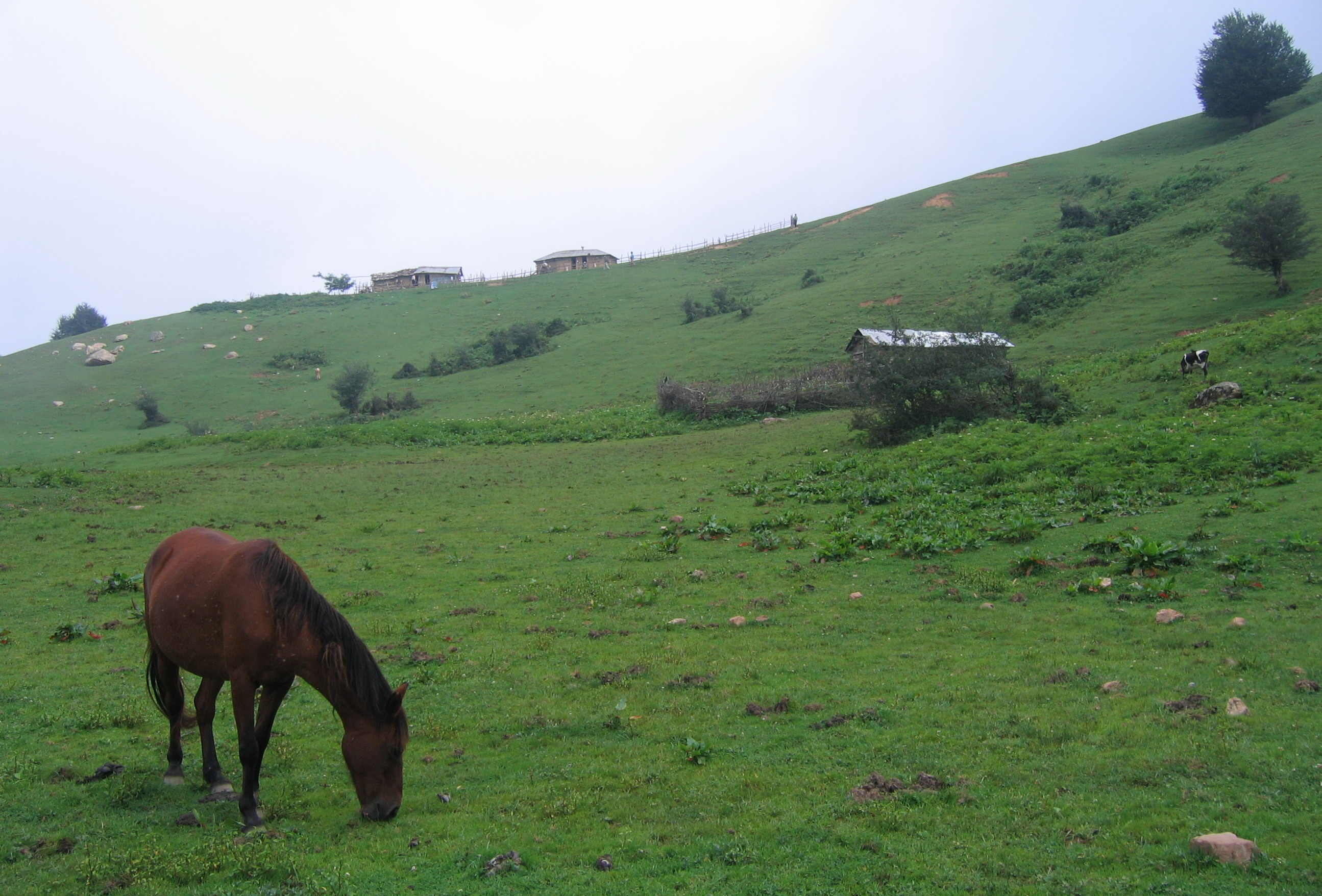
Природа Масуле
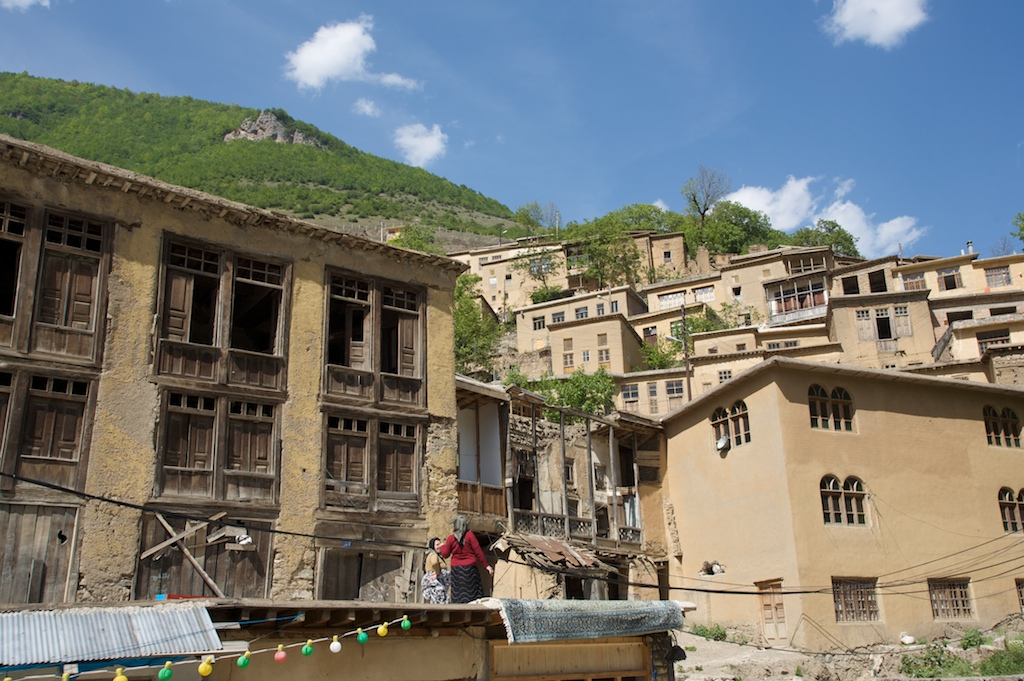
Будинки переважно двоповерхові

## Мова
Уродженці селища розмовляють талиською мовою.